# تذبذب الجسيمات المحايدة
تذبذب الجسيمات المحايدة في فيزياء الجسيمات تحويل جسيم بدون شحنة كهربائية إلى جسيم محايد آخر بفعل تغيير العدد الكمي الداخلي غير الصفر عن طريق تفاعل لا يحافظ على هذا العدد الكمي.